# 金鳳漢

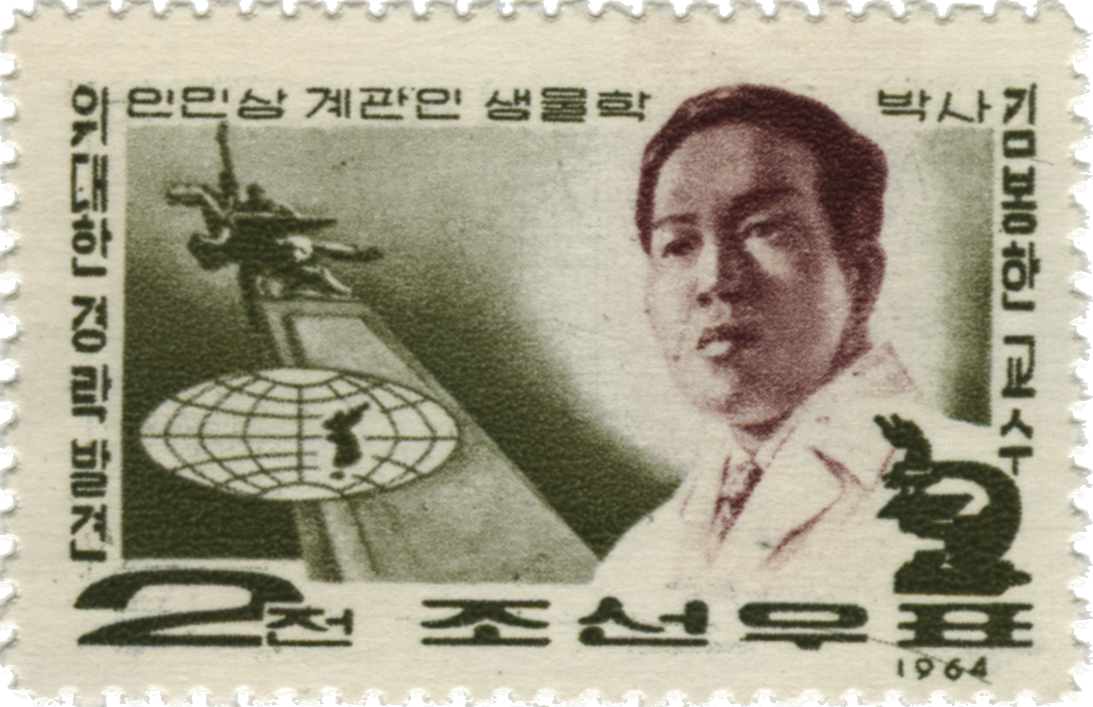
金鳳漢の肖像画が描かれた北朝鮮の切手

金鳳漢（キム・ボンハン、1916年 - 没年不明）とは朝鮮民主主義人民共和国（北朝鮮）の医学者である。「ボンハン学説」を発表し一時は北朝鮮政府によって世界に宣伝されたが、学説そのものが捏造であったことや、彼の政治的立場によって失脚し、現在では存在しなかった事にされている。

## 来歴
1961年8月、平壌医科大学教授であった金鳳漢は、配下の経絡研究集団とともに『経絡の実態に関する研究』と題する論文を発表した。この論文によると東洋医学でいうところの経絡や経穴など「ツボ」にあたる部位に器官が存在していることを発見したというものであった。この金の研究は「ボンハン学説」として世界中に発表され、その後も1963年に『経絡系統に関する研究』、1965年に『経絡体系』と『サンアル学説』を続けて発表し注目された。北朝鮮の朝鮮科学映画撮影所による「経絡の世界」と題する映画が1965年に製作され、1966年には日本でも公開されたほか、北朝鮮郵政当局も二度にわたり金を顕彰する記念切手を発行した。
しかしながら、世界各国の医学者によって、器官の存在を確認出来なかったため、「ボンハン学説」は科学的根拠のない捏造であるとされた。そのうえ金鳳漢が金日成支持基盤派閥満州派（国外パルチザン派）との同盟関係を破棄し離間し始めていた甲山派（国内パルチザン派）に近かったこともあり、1967年5月に金日成による独裁体制確立のための一斉粛清（マグチャビ）に巻き込まれ、金鳳漢は金日成に不満を持ち国家転覆を図ったとされる容疑を掛けられ失脚、北朝鮮の公式記録からも学説ともども抹消された。その後の金鳳漢の消息は一切不明である。 
金鳳漢を顕彰する切手は、北朝鮮当局が回収したほか、発行した事実さえも抹消した為、海外に輸出されたものしか残されていない。そのため皮肉なことに北朝鮮切手のなかでも珍品切手のひとつになっているという。

## 著書
- 金鳳漢『経絡系統にかんする研究』外国文出版社、平壌、1964年（原著1963年）。NDLJP:2429032。